# Катастрофа Jetstream под Хиббингом
Катастрофа Jetstream 31 под Хиббингом — авиационная катастрофа, произошедшая вечером 1 декабря 1993 года. Авиалайнер Jetstream 31 авиакомпании Express Airlines I (работала под маркой Northwest Airlink) выполнял плановый внутренний рейс NW5719 (позывной — Twin City 719) по маршруту Миннеаполис—Хиббинг—Интернашенал-Фолс, но при заходе на посадку в Хиббинге врезался в деревья и рухнул в лес в 5,4 километрах от аэропорта Хиббинга. Погибли все находившиеся на его борту 18 человек — 16 пассажиров и 2 пилота.

## Сведения о рейсе 5719

### Самолёт
British Aerospace Jetstream 31 (регистрационный номер N334PX, серийный 706) был выпущен 1986 году (первый полёт совершил 21 мая). 14 августа того же года был передан авиакомпании Express Airlines I. Оснащён двумя турбовинтовыми двигателями Garrett TPE331-10. На день катастрофы совершил 21 593 цикла «взлёт-посадка» и налетал 17 156 часов.

### Экипаж
Экипаж рейса NW5719 состоял из двух пилотов:
- Командир воздушного судна (КВС) — 42-летний Марвин Фэлиц (англ. Marvin Falitz). Опытный пилот, в авиакомпании Express Airlines I проработал 6 лет и 3 месяца (с 7 августа 1987 года). Управлял самолётом Saab 340 (изначально вторым пилотом, в сентябре 1990 года был квалифицирован на КВС). В должности командира Jetstream 31 — с апреля 1989 года. Налетал 7852 часа, 2266 из них на Jetstream 31.
- Второй пилот — 25-летний Чед Эриксон (англ. Chad Erickson). Малоопытный пилот, устроился в авиакомпанию Express Airlines II 26 сентября 1993 года (проработал в ней 2 месяца) на должность второго пилота Jetstream 31. Налетал 2019 часов, 65 из них на Jetstream 31.

## Хронология событий
Изначально рейс NW5719 должен был вылететь из Миннеаполиса в 18:10 CST, но вылет был задержан на 42 минуты из-за позднего прибытия самолёта в аэропорт Миннеаполиса, технического облуживания (замены посадочных лампочек) и высадки 1 пассажира из уже севших на борт (была вероятность перегруза). В итоге рейс 5719 вылетел из Миннеаполиса в 18:52, на его борту находились 2 пилота и 16 пассажиров. Лайнер летел на эшелоне FL80 (2450 метров), полёт прошёл без отклонений.
Примерно в 19:36 рейс 5719 начал заход на посадку в Хиббинге. Авиадиспетчер одобрил посадку на ВПП № 31, но пилоты запрашивали посадку на ВПП № 13, так как при заходе на ВПП № 31 лайнер попадал в попутный ветер с осадками. Экипаж начал процедуру захода на посадку, соединившись с всенаправленной дальномерной радиомаячной дугой Хиббинга от всенаправленного азимутального радиомаяка и начал перехват локализатора КГС на высоте 2400 метров над уровнем моря. Это задерживало начало снижения самолёта и для этого требовалась высокая скорость снижения. В итоге лайнер снижался со скоростью 610 м/мин и был при этом на 370 метров выше минимальной высоты контрольной точки захода на посадку в Кинни. Также приборная панель Jetstream 31 не была оснащена системой предупреждения о близости земли (GPWS), которая тогда уже была обязательной для всех типов самолётов.
Рейс NW5719 продолжал быстрое снижение при опасно низкой высоте 620 метров и в 19:50 CST срезал верхушки деревьев, перевернулся днищем кверху, пролетел ещё 193 метра и врезался в группу осин на гребне холма в 5,4 километрах от аэропорта Чисхолм-Хиббинг. От удара о землю и деревья самолёт полностью разрушился, относительно уцелела только хвостовая часть. Все 18 человек на его борту погибли.

## Расследование
Расследование причин катастрофы рейса NW5719 проводил Национальный совет по безопасности на транспорте (NTSB).
Изначально в качестве возможной причины катастрофы рассматривалась версия атмосферного обледенения, но в итоге она была исключена. После прослушивания записи речевого самописца стала ясно, что к катастрофе привела неосведомлённость второго пилота о высоте полёта, что привело к достижению минимальной высоты для захода на посадку и к столкновению самолёта с деревьями и гребнем холма.
После того, как следователи NTSB изучили дело командира экипажа рейса 5719, стало известно, что хотя Марвин Фэлиц имел хорошую репутацию в авиакомпании Express Airlines I и тщательно составлял списки проверок перед вылетом, он при этом провалил 3 проверки квалификации (в 1988 году, в 1992 году и в начале 1993 года), но в ноябре 1993 года самый последний тест прошёл на «отлично». Кроме того, стало известно, что по натуре КВС Фэлиц был агрессивным человеком (в частности, 3 вторых пилота ранее обвиняли его в преднамеренно грубом управлении самолётом — во время полёта он резко накренял его то вправо, то влево) и, как следовало из записи речевого самописца рейса NW5719, ещё во время стоянки в Миннеаполисе он накричал на второго пилота Эриксона из-за якобы несделанного наружного осмотра лайнера, а во время следования на эшелоне неоднократно оскорблял и унижал второго пилота.
Окончательный отчёт расследования NTSB был опубликован 24 мая 1994 года.

Действия командира привели к нарушению координации экипажа и потере лётным экипажем понимания высоты во время нестабилизированного захода на посадку в ночных метеорологических условиях по приборам. Причинами аварии стали: неспособность руководства авиакомпании надлежащим образом устранить ранее выявленные недостатки в управлении полётами и управлении возможностями экипажа со стороны командира; неспособность авиакомпании выявить и исправить широко распространённую, неутверждённую практику во время процедур захода на посадку по приборам; и недостаточный надзор и надзор Федерального управления гражданской авиации за авиаперевозчиком.
Оригинальный текст (англ.)The captain's actions led to a breakdown in crew coordination and the loss of altitude awareness by the flight crew during an unstabilized approach in night instrument meteorological conditions. Contributing to the accident were: the failure of the company management to adequately address the previously identified deficiencies in airmanship and crew resource management of the captain; the failure of the company to identify and correct a widespread, unapproved practice during instrument approach procedures; and the Federal Aviation Administration's inadequate surveillance and oversight of the air carrier.

## Культурные аспекты
Катастрофа рейса 5719 Northwest Airlink показана в 17 сезоне канадского документального телесериала Расследования авиакатастроф в серии Настоящий убийца.